# Draupadi

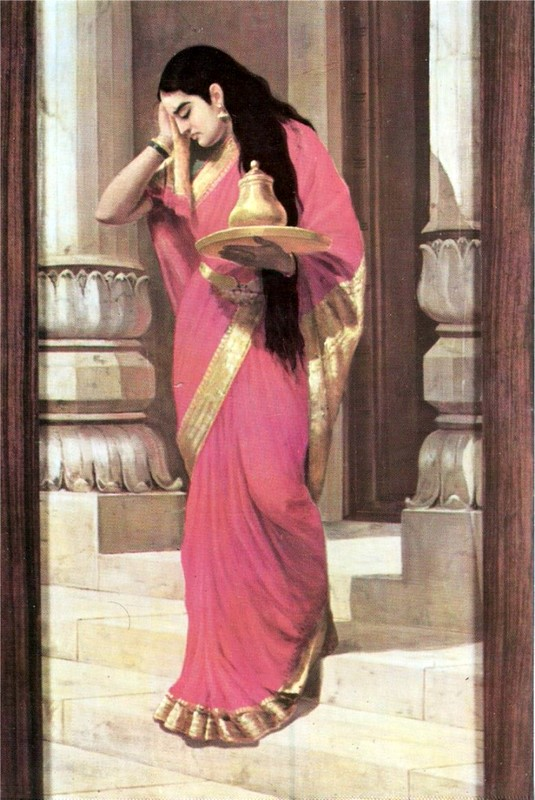
Draupadi cargando leche de miel, óleo del pintor indio Raja Ravi Varma.

En el texto épico Majábharata, Draupadi es la hija del rey Drupada de Panchala, quien se convirtió en esposa poliándrica de los cinco hermanos Pándavas.
Cuando Iudistira se convirtió en rey de Hastināpura al final de la Guerra de Kuruksetra, Draupadi se convirtió en su reina.
- draupadī, en el sistema AITS (alfabeto internacional para la transliteración del sánscrito).[1]
- द्रौपदी, en escritura devanagari del sánscrito.[1]
- d̪rəʊpəd̪iː, en el sistema de pronunciación IPA.
- Pronunciación: /draupádi/.[1]
- Etimología: ‘la descendiente de [el rey] Drupadá’, siendo dru: ‘madera’, pada: ‘pie, toco’, poste de madera, o cualquier tipo de poste donde eran atados y torturados los cautivos. Drupadá era el rey de los panchalas. Era hijo de Prishata y padre de Drista Diumna, Sikandiní y Krisna, la esposa de los príncipes  pándavas, llamada también Draupadī.[1]

También recibe el nombre de Krisná (‘la Negra’), debido al color de su piel.
Otro nombre es el demónimo Panchali (‘la de [el reino de] Panchāla’).

## Datación de su leyenda
En el Rig-veda (el texto más antiguo de la India, de mediados del II milenio a. C.) no se menciona a Draupadi ni a los otros personajes que le acompañan (como el dios Krisna, los hermanos Pándavas, etc.).
La primera aparición de Draupadi se encuentra en el texto épico-religioso Majábharata (siglo III a. C.).

## Nacimiento
El príncipe pándava venció al rey Drupada de Panchala en nombre de su gurú Drona, quien tomó la mitad del reino para humillar al rey.
Para vengarse de Drona, el rey realizó un sacrificio de fuego (iagña) con el fin de obtener un hijo que matara a Drona.
Del fuego emergió Draupadi como una hermosa joven de piel oscura, con su hermano Drishtadyumna.
Ella fue bautizada Krisna (‘la Negra’) en ese momento, debido al color de su piel.

## Casamiento con los cinco Pándavas

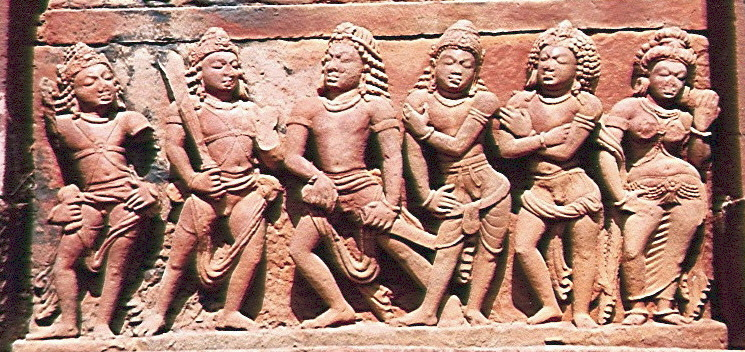
Draupadi con sus cinco esposos, los Pándavas..
La figura central es Yudhishthira; los dos a su izquierda son Bhīma y Áryuna.
Los mellizos Nakula y Sajádeva se encuentran a su derecha.
Su esposa, a la derecha de todos, es Draupadi.
Bajorrelieve en el templo Dasavatar (Deogarh).

Drupada quería que Áryuna ganara la mano de su hija.
Después de oír de la supuesta muerte de los Pándavas en Varanavata, él organizó una ceremonia swayamvara para Draupadi, con la idea de hacer que Áryuna saliera de su escondite.
Los príncipes que pretendieran la mano de Draupadi tenían que disparar cinco flechas a un blanco giratorio, mientras miraban su reflejo en un recipiente metálico.
Drupada confiaba en que sólo Áryuna podría cumplir esta hazaña.
Todos los reyes y príncipes dispararon sus flechas y le erraron.
Finalmente Áryuna llegó con sus hermanos, disfrazados de bráhmanas, y acertó con las cinco flechas.
Incapaces de tolerar haber sido vencidos por un bráhmana, los invitados reales atacaron a Áryuna.
A una señal de su amigo Krishná, Yudhishthir, Nakul y Sahdev abandonaron el lugar, y sólo se le permitió a Bhīma ayudar a Áryuna.
Áryuna y su hermano Bhīma derrotaron a todos los invitados que los atacaron.
Draupadi ya había rechazado al heroico Karna (hermano ignoto de los Pándavas), diciendo que ella no se casaría con un hombre de casta baja (el hijo de un carrero).
Durante el exilio, la reina Kunti, madre de los Pándavas frecuentemente les había aconsejado a sus hijos disfrazados de bráhmanas que todo lo que consiguieran (por medio de bhiksha o limosna) lo compartieran.
Al volver a su casa con Draupadi, en tono de broma, Bhīma se dirigió a su madre diciendo: «¡Mira, madre, lo que hemos traído como bhiksha!».
Kunti, sin saber a qué se refería Bhīma, le dijo que la compartieran entre los cinco.
Como los hijos no debían desobedecer a su madre, tuvieron que casarse los cinco con ella.
Cuando el sabio Vyāsa visitó a la familia (era padre de Pandu, por lo tanto abuelo de los Pándavas) al ver esta situación trató de calmarlos contándoles una historia: en realidad estaba bien que Draupadi tuviera cinco esposos, porque en su vida anterior ella le había pedido al dios Shivá que quería un esposo con cinco cualidades.
El dios, complacido con su devoción, le dijo que no podría tener un esposo que tuviera esas cinco cualidades.
Pero ella siguió firme en su propósito y le dijo que no importaba, que ella quería igual.
Entonces Shivá le concedió que en su próxima vida ella conseguiría lo que quería.
Por eso se casó con estos cinco hermanos, cada uno de los cuales poseía esa cualidad deseada.
Ninguno de los hijos de Draupadi sobrevivió a la guerra de Kurukshetra.
Al final del Majábharata, el único de la dinastía Kuru que sobrevivió fue Parikshit, nieto de su esposo Áryuna con Subhadra (la hermana de Krishná).

## Draupadi desnudada en público

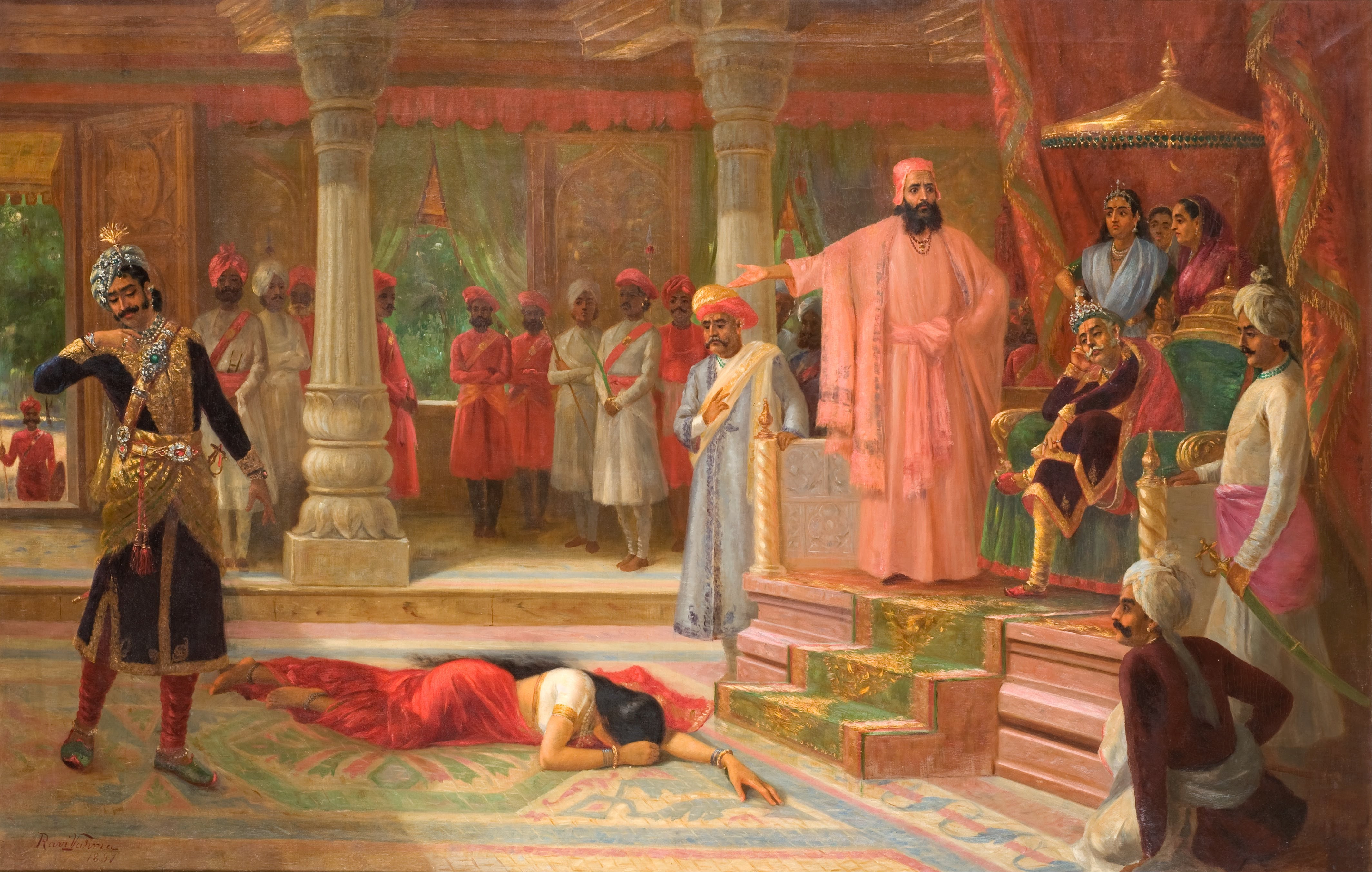
Draupadi humillada, óleo de Ravi Varma.

La leyenda del draupadi chira-haran (draupadi desnudada de sus ropas), marca un momento definitorio en la leyenda del Majábharata.
Fue una de las razones que llevaron a la guerra del Majábharata aunque no se puede considerar la razón central o la más importante.
Yudhishthira y sus cuatro hermanos eran los reyes de Indraprastha bajo la soberanía del rey Dhritarashtra.
El hijo de Dhritarashtra Duriodhana, que vivía en la capital del reino, estaba siempre envidioso de sus primos y de las riquezas que habían adquirido al construir Indraprastha.
Para vengarse de los Pándavas, su tío materno Shakuni le presentó un plan traicionero junto con sus 100 hermanos y su amigo Karna. Conspiraron para llamar a los Pándavas a Hastinapur y ganarles su reino mediante el juego de dados.
Shakuni era experto en ganar por medios sucios.
Y Yudhishthira era ludópata (jugador compulsivo).
La idea era que Shakuni jugara contra Yudhishthira y le ganara en la mesa de juego lo que no le podría ganar en el campo de batalla.
Cuando el juego se desarrolló, Yudhishthira perdió una por una todas sus riquezas y posesiones de su reino.
Al perder todos sus bienes materiales, puso en juego uno por uno a sus hermanos y los perdió.
Se puso a sí mismo como prenda, y perdió.
Los Pándavas eran ahora kaurava-dasá (esclavos de los Kurus).
Pero para el malvado Shakuni, la humillación de los Pándavas no era completa aún.
Argumentó que Yudhishthira no había perdido todo: tenía todavía a su reina Draupadi, y si la jugaba también, podría recuperar su reino y sus hermanos.
Yudhishthira cayó en la trampa ante el horror de los presentes y puso a Draupadi como apuesta en la siguiente ronda de dados.
El abuelo Bhishma y el gurú Drona se opusieron a esta jugada, argumentando que la reina, al ser una mujer, no se podía jugar a los dados.
Sin embargo Yudhishthira ignoró sus consejos y aceptó la apuesta.
Bhishma, lleno de frustración y rabia, rompió su trono.
Shakuni tiró los dados y gritó alegremente: «¡Miren, gané!».
Duriodhana mandó a su hermano menor Dushasana a traer a Draupadi a la fuerza.
Dushasana irrumpió en las habitaciones femeninas.
Draupadi estaba menstruando en esos días, y por lo tanto estaba envuelta en una sola pieza de tela.
Dushasana la tomó por los cabellos y la arrastró hasta la corte.
Incapaz de tolerar el estrés de su esposa, el fogoso Bhīma amenazó a su hermano Yudhishthira con quemarle esas manos que habían jugado la vida de Draupadi, pero Áryuna lo detuvo.

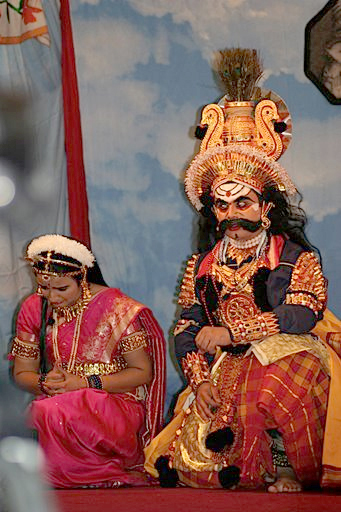
Póster de Bhima and Draupadi, pintado en "yakshagana".

En una emotiva apelación ante los varones mayores presentes en el foro, Draupadi repetidamente cuestionó el derecho de Yudhishthira a ponerla en juego, ya que él había perdido su libertad y en consecuencia no podía jugar nada.
Pero todos guardaron silencio.
Bhishma, el patriarca de la familia Kaurava y formidable guerrero, sólo le dio esta explicación: «El curso de la moralidad es sutil, e incluso los sabios más eruditos de este mundo fallan en entenderlo siempre».
Duriodhana entonces ordenó a sus súbditos los Pándavas a desnudarse a la manera de los dasa.
Ellos obedecieron, quitándose las vestimentas superiores.
Todos los Kauravas a coro le ordenaron a Draupadi a desnudarse, como era usual que hiciera una esclava ante su amo en el marco del hinduismo.
Draupadi se negó.
Ante el horror de los presentes, Dushasana trató de desnudar a su prima Draupadi de su sari menstrual.
Viendo que sus cinco esposos no la defendían, atados a las rígidas leyes del hinduismo, Draupadi le oró al dios Krishná para que la protegiera.
Ocurrió entonces un milagro, que popularmente se le atribuye a Krishná, pero en el Majábharata de Vyāsa el salvador de Draupadi es el dharma (que podría ser la moralidad, el dios Dharma, el dios Krishná como Dharmaráya [‘rey del dharma’], el sabio tío Vidura, el dasa Yudhishthir o incluso la paradoja lógica de la pregunta de Draupadi, si Yudhishthira tenía derecho a jugar a su esposa cuando ya no se poseía a sí mismo).
Mientras Dushasana desenrollaba capas y capas de sari, Draupadi nunca quedaba desnuda.
Bhima estaba furioso contra su primo Dushasana y gritó: «Yo, Bhima, el hijo de Pandu hago un voto de que no le mostraré mi rostro a mis ancestros hasta que no le abra el pecho a Dushasana y beba su sangre».
Finalmente, el cansado Dushasana abandonó la imposible tarea de desnudar a Draupadi.

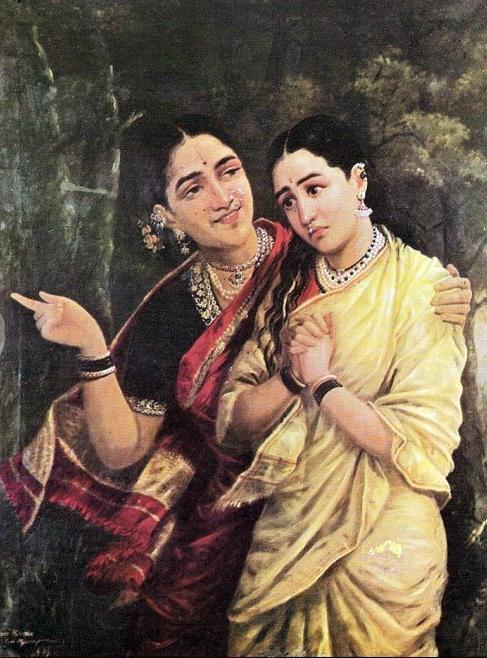
Sudesna, la esposa del rey Virata, toma a Draupadi (que se estaba haciendo pasar por soltera) para emparejarla con su hermano Kíchaka. Óleo del pintor Raya Ravi Varma.

Duriodhana repetidamente desafió a los cuatro hermanos de Yudhishthira a separarse de la autoridad de Yudhishthira y recuperaran a su esposa.
Ninguno se atrevió a renunciar a su lealtad a su hermano mayor, que en el hinduismo es como el padre.
Para provocar más a los Pándavas, Duriodhana descubrió su muslo ante Draupadi y lo palmeó mirándola a los ojos, implicando que ella debía sentarse en su muslo.
Iracundo, Bhima hizo un juramento ante toda la asamblea, que un día en batalla él desharía ese mismo muslo.
Finalmente, el monarca ciego Dhritarashtra, temeroso de la ira de los Pándavas contra sus hijos, intervino y le ofreció a Draupadi cualquier cosa que quisiera.
Draupadi pidió que sus esposos fueran liberados de su esclavitud.
Dhritarashtra le otorgó su pedido, y restituyó a los Pándavas todo lo que Yudhishthira había perdido en el juego de dados.
Libre de su esclavitud, Bhima inmediatamente propuso a sus hermanos que mataran a todos los Kauravas presentes.
Yudhishthira y Áryuna impidieron que tomara alguna acción iracunda.
Después de muchas palabras de reconciliación entre Dhritarashtra y los Pándavas, estos se retiraron a su reino junto con Draupadi y su corte.
Shakuni, Karna y Duriodhana convencieron a Dhritarashtra a detener a los Pándavas e invitarlos a participar en un nuevo juego.
Yudhishthira no pudo negarse, debido a su enfermedad, y jugaron por enviarse al exilio durante 12 años.
El hecho de que los mayores como Bhishma, Drona Acharia y Dhritarashtra se quedaran como silenciosos espectadores durante todo el episodio agrega una información valiosa acerca de sus personalidades.
El sabio tío Vidura fue el único que objetó todo el asunto, pero no tenía ninguna autoridad para detenerlo (debido a su nacimiento caído: era hijo del rey con una esclava).
Draupadi Devi es una de las cinco Mahasatis (siendo las otras Ahalya, Kunti, Tara y Mandadori).
Pensar en esas cinco MahaSatis destruye los pecados.

## Draupadí como diosa
Según el Nárada y el Vaiu Puraná, Draupadi es un avatar compuesto de la diosa Shyamala (esposa de Dharma), Bharati (esposa del dios Vaiu), Sachi (esposa de Indra), Usha (esposa de los Ashwinis) y por lo tanto se casó con los avatares de sus esposos (en la forma de los cinco Pándavas).
En una ocasión, enojado con  Parvati, Shyamala, Sachi y Usha, Brahma las maldijo a nacer en la Tierra.
Parvati pensó que una solución podría ser que nacieran las cinco como una sola mujer, así repartirían las complicaciones de un nacimiento humano durante un breve periodo de tiempo.
Ellas le pidieron a Bharati que naciera junto a ellas.
La característica lucha de Draupadi contra la injusticia refleja la personalidad de Parvati o incluso su encarnación como Kali, habitando la carne mortal de Draupadi por momentos.
En otros momentos Draupadi era dócil e incluso esperaba a ser rescatada (como en el caso de Jayadratha y Jatasura), mostrando las cualidades de las otras diosas, como Sachi y Usha.
Otras veces mostraba una gran astucia, como cuando ocultó su verdadera identidad y pidiéndole a Vaiu-putra (‘hijo de [el dios] Vaiu’) Bhima a que matara al malvado Kíchaka, como hubiera hecho la diosa Bharati.
Draupadi también era un avatar de la diosa Srí (la fortuna), que fue esposa de los cinco Indras.
También nació varias veces para aprisionar a los Indras.
La primera vez fue Vedavati que maldijo a Ravana (quien es otra diosa avatar Swaha, esposa del dios Agní).
Volvió como Maya-Sita para vengarse de Ravana, mientras Agní escondía a la Sita real.
La tercera vez vino simultáneamente como Damyanti (cuyo esposo Nala era equivalente a Dharma, Vayu e Indra, tal como los Pándavas) y su hija Nalayani.
Se casó con el sabio Mudgala.
Su quinto avatar fue la misma Draupadi.
Por eso Draupadi se considera un avatar compuesto de las ocho diosas
Kali,
Parvati,
Sachi,
Shyamala,
Usha,
Bharati,
Shree y
Swaha.

## Relación con Krishná
Krishná llamaba a Draupadi su sakhi (su amiga).
Ayudó a Draupadi debido a que ella oraba con máxima devoción.
Cuando Krishná se hizo un corte en el dedo con el sudarshaná chakrá, ella se lo vendó con su sari. Este acto fue el origen de Rakhi.
Otra historia del origen de Rakhi es Sachi atándole un hilo a Indra.
También, Krishná es uno de los que se opuso al casamiento de Draupadi con Karna y promovió su casamiento con Áryuna.
Muchos hindúes consideran que Draupadi es un ejemplo de bhakti (devoción) a Dios.
Ella mostró una gran fe hacia el dios Krishná, y él la protegió.

## Poliandria
La poliandria de Draupadi (su casamiento con los cinco Pándava), no fue aceptada sin censura en la sociedad presentada en la obra épica.
Los textos indoarios nunca mencionan ni permiten la poliandria, al contrario de la poligamia, que era común en los varones de todas las castas, especialmente las superiores.
Su casamiento con cinco hombres fue controvertido, como se puede ver en los comentarios de Karna, quien justificó el haberla deshonrado antes diciendo que una mujer que se casa con cinco esposos es una prostituta.
El argumento utilizado por Karna es parecido al que utilizó su madre (ignota) Kunti para definir a una prostituta, cuando se negó ante el pedido de su esposo Pandu le pidió que tuviera relaciones sexuales con un cuarto dios (después de haberlas tenido con los dioses Dharma, Vaiu e Indra, y engendrado a Yudhishthira, Bhima y Áryuna).